# Tokio-Tempel

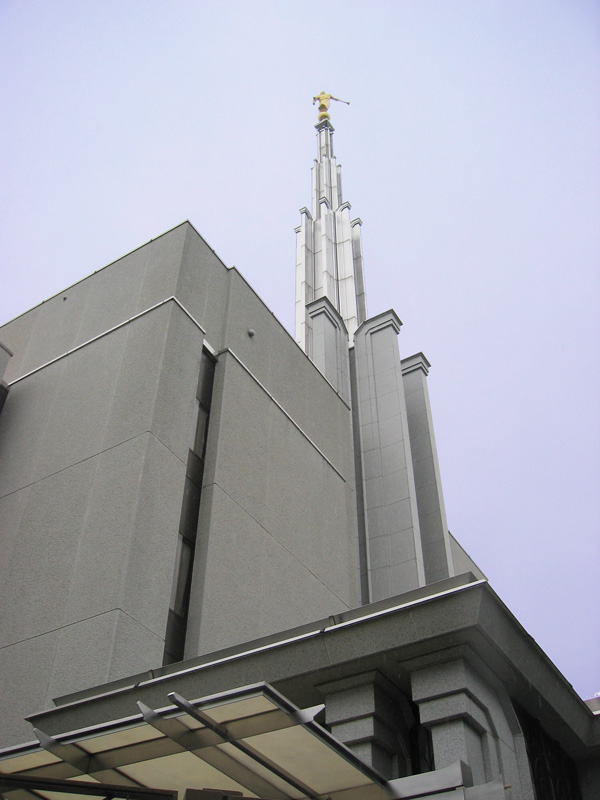
Der Tokyo-Tempel

Der Tokio-Tempel (engl. Tokyo Japan Temple, früher: Tokyo Temple; jap. 東京神殿, Tōkyō shinden) ist der achtzehnte Tempel der Kirche Jesu Christi der Heiligen der Letzten Tage. Er steht im Minato-ku von Tokio und war der erste in Asien. Da er auf einem sehr kleinen Grundstück in der Innenstadt Tokios errichtet wurde, ist er sehr kompakt gebaut. Zuvor stand eine Mission der Heiligen der Letzten Tage auf diesem Grundstück. Die Bauweise wurde Vorbild für spätere Tempel in Innenstadtbereichen wie den Hong-Kong-Tempel und den Manhattan-New-York-Tempel.
Der Tempel hat eine Nutzfläche von 4.886 Quadratmetern, zwei Endowment- und fünf Siegelungsräume, eine Tiefgarage und eine Wohnung für den Präsidenten des Tempels. Die Fassade besteht aus verstärktem Beton, der mit 289 vorgefertigten Steinpanelen verkleidet ist, die wie hellgrauer Granit aussehen. Vor der Weihung war der Tempel vom 15. September bis zum 18. Oktober 1980 der Öffentlichkeit zugänglich. Am 20. Dezember 2004 wurde, wie bei den meisten Tempel dieser Konfession, ein Engel Moroni auf der Turmspitze angebracht.
Der Tempel ist für die Gläubigen im Norden Japans und im Fernen Osten Russlands zuständig. Im Juni 2000 wurde ein zweiter Tempel in Japan in Fukuoka eröffnet. 

## Meilensteine
| Ankündigung:        | 9. August 1975                            |
| Erster Spatenstich: | nicht offiziell erfolgt                   |
| Weihung:            | 27. Oktober 1980 durch Spencer W. Kimball |